# Pedro Mejía (nadador)
Pedro Mejía es un deportista colombiano que compitió en natación adaptada. Ganó dos medallas en los Juegos Paralímpicos de Arnhem 1980.

## Palmarés internacional
| Juegos Paralímpicos | Juegos Paralímpicos   | Juegos Paralímpicos | Juegos Paralímpicos |
| Año                 | Lugar                 | Medalla             | Prueba              |
| ------------------- | --------------------- | ------------------- | ------------------- |
| 1980                | Arnhem (Países Bajos) | Medalla de oro      | 100 m braza D       |
| 1980                | Arnhem (Países Bajos) | Medalla de bronce   | 100 m espalda C-D   |